# Denys Arcand
Denys Arcand (Deschambault-Grondines, 25 de Junho de 1941) é um realizador canadiano.

## Filmografia
- 2007 - L'âge des ténèbres (A Era da Inocência)
- 2003 - Les invasions barbares (As Invasões Bárbaras)
- 2000 - Stardom
- 1996 - Joyeux calvaire
- 1993 - Love & human remains (Amor e Restos Humanos)
- 1991 - Montréal vu par...
- 1989 - Jésus de Montréal (O Jesus de Montreal)
- 1986 - Le déclin de l'empire américain (O Declínio do Império Americano)
- 1985 - Murder in the family (TV)
- 1984 - Le crime d'ovide plouffe
- 1982 - Le confort et l'indifférence
- 1976 - On est au coton
- 1975 - Gina
- 1973 - Réjeanne Padovani
- 1972 - Québec: Duplessis et après...
- 1972 - La maldite galette
- 1967 - Parcs atlantiques (curta-metragem)
- 1966 - Volleyball (curta-metragem)
- 1965 - Les montréalistes (curta-metragem)
- 1965 - La route de l'ouest (curta-metragem)
- 1964 - Champlain (curta-metragem)
- 1964 - Samuel de Champlain: Québec 1603 (curta-metragem)
- 1962 - Seul ou avec d'autres

## Prémios e nomeações

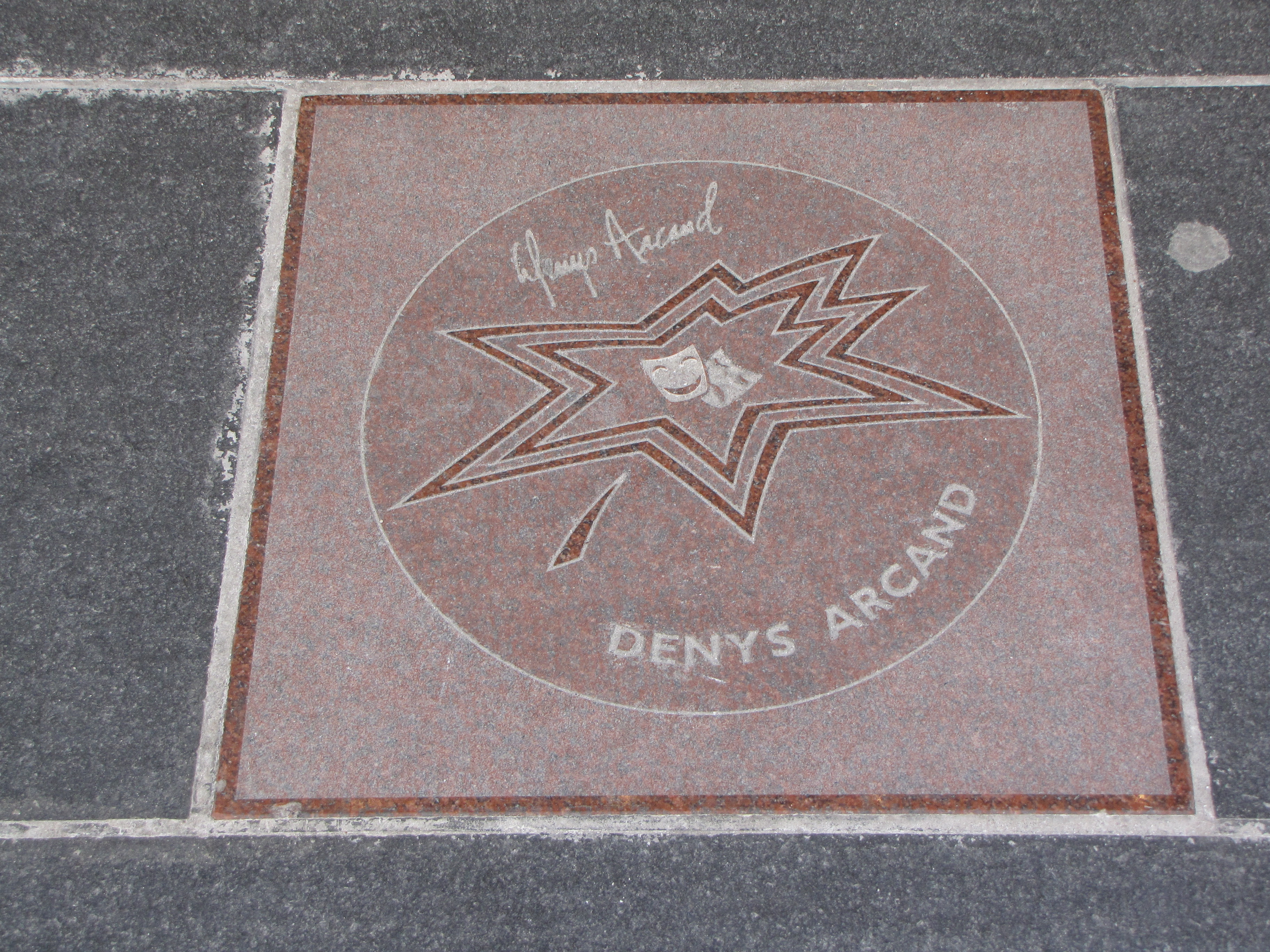
Estrela de Denys Arcand na Calçada da fama do Canadá.

- Recebeu uma nomeação ao Óscar de Melhor Argumento Original, por "Les invasions barbares" (2003).
- Recebeu duas nomeações ao BAFTA de Melhor Filme Estrangeiro, por "Jésus de Montréal" (1989) e "Les invasions barbares" (2003).
- Recebeu uma nomeação ao BAFTA de Melhor Argumento Original, por "Les invasions barbares" (2003).
- Ganhou o César de Melhor Filme, por "Les invasions barbares" (2003).
- Ganhou o César de Melhor Realizador, por "Les invasions barbares" (2003).
- Ganhou o César de Melhor Argumento, por "Les invasions barbares" (2003).
- Ganhou o Prémio do Júri no Festival de Cannes, por "Jésus de Montréal" (1989).
- Ganhou o Prémio Ecuménico do Júri no Festival de Cannes, por "Jésus de Montréal" (1989).
- Ganhou o prémio de Melhor Argumento no Festival de Cannes, por "Les invasions barbares" (2003).
- Ganhou o Prémio FIPRESCI no Festival de Cannes, por "Le déclin de l'empire américain" (1986).